# 217 (tal)
217 är det naturliga talet som följer 216 och som följs av 218.

## Inom vetenskapen
- 217 Eudora, en asteroid.

## Inom matematiken
- 217 är ett udda tal.
- 217 är ett semiprimtal
- 218 är ett centrerat hexagontal
- 218 är ett dodekagontal
- 218 är ett centrerat 36-gonaltal